# Stichopathes robusta
Stichopathes robusta is een Antipathariasoort uit de familie van de Antipathidae. De wetenschappelijke naam van de soort is voor het eerst geldig gepubliceerd in 1918 door Gravier.